# 拉基托沃市鎮

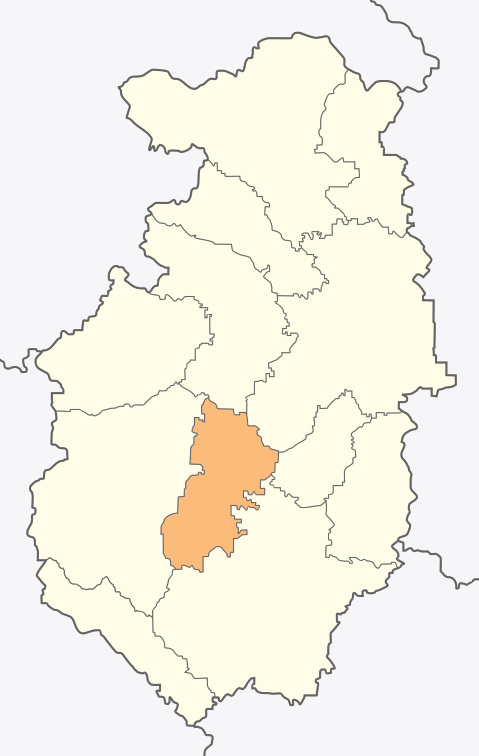

拉基托沃市，是保加利亞的城鎮，位於該國西南部，由帕扎爾吉克州負責管轄，首府設於拉基托沃，面積246.44平方公里，人口15,696，人口密度每平方公里64人。
41°59′23″N 24°05′12″E / 41.9898°N 24.086647°E